# قائمة الحكام الباكستانيين الحاليين
الحاكم في باكستان هو الرئيس المعين للمقاطعة. يتم تعيين حاكم المقاطعة من قبل رئيس باكستان، بناءً على مشورة رئيس الوزراء. تستمر ولاية الحاكم لمدة خمس سنوات.

## الحكام الحاليون في باكستان
يسرد الجدول أدناه حكام باكستان الحاليين اعتبارًا من أغسطس 2018.
| المقاطعة      | الاسم                | تولى المنصب (المدة)                | الحزب                    | الحزب | المرجع |
| ------------- | -------------------- | ---------------------------------- | ------------------------ | ----- | ------ |
| بلوشستان      | سيد زهور أحمد آغا    | 9 يوليو 2021 ( 107 أيام )          | حركة الإنصاف الباكستانية |       | [ 1 ]  |
| خيبر بختونخوا | شاه فرمان            | 5 سبتمبر 2018 ( 3 سنة ، 49 أيام )  | حركة الإنصاف الباكستانية |       | [ 2 ]  |
| البنجاب       | شودري محمد سروار     | 5 سبتمبر 2018 ( 3 سنة ، 49 أيام )  | حركة الإنصاف الباكستانية |       | [ 3 ]  |
| السند         | عمران إسماعيل        | 27 أغسطس 2018 ( 3 سنة ، 58 أيام )  | حركة الإنصاف الباكستانية |       |        |
| غلغت-بلتستان  | رجاء جلال حسين مقبون | 30 سبتمبر 2018 ( 3 سنة ، 24 أيام ) | حركة الإنصاف الباكستانية |       | [ 4 ]  |

### رؤساء المناطق الإدارية
| المنطقة          | الاسم             | تولى المنصب (المدة)       | الحزب                    | الحزب | المرجع |
| ---------------- | ----------------- | ------------------------- | ------------------------ | ----- | ------ |
| آزاد جامو وكشمير | سلطان محمود شودري | 25 أغسطس 2021 ( 60 أيام ) | حركة الإنصاف الباكستانية |       | [ 5 ]  |